# کانو تاکانوبو

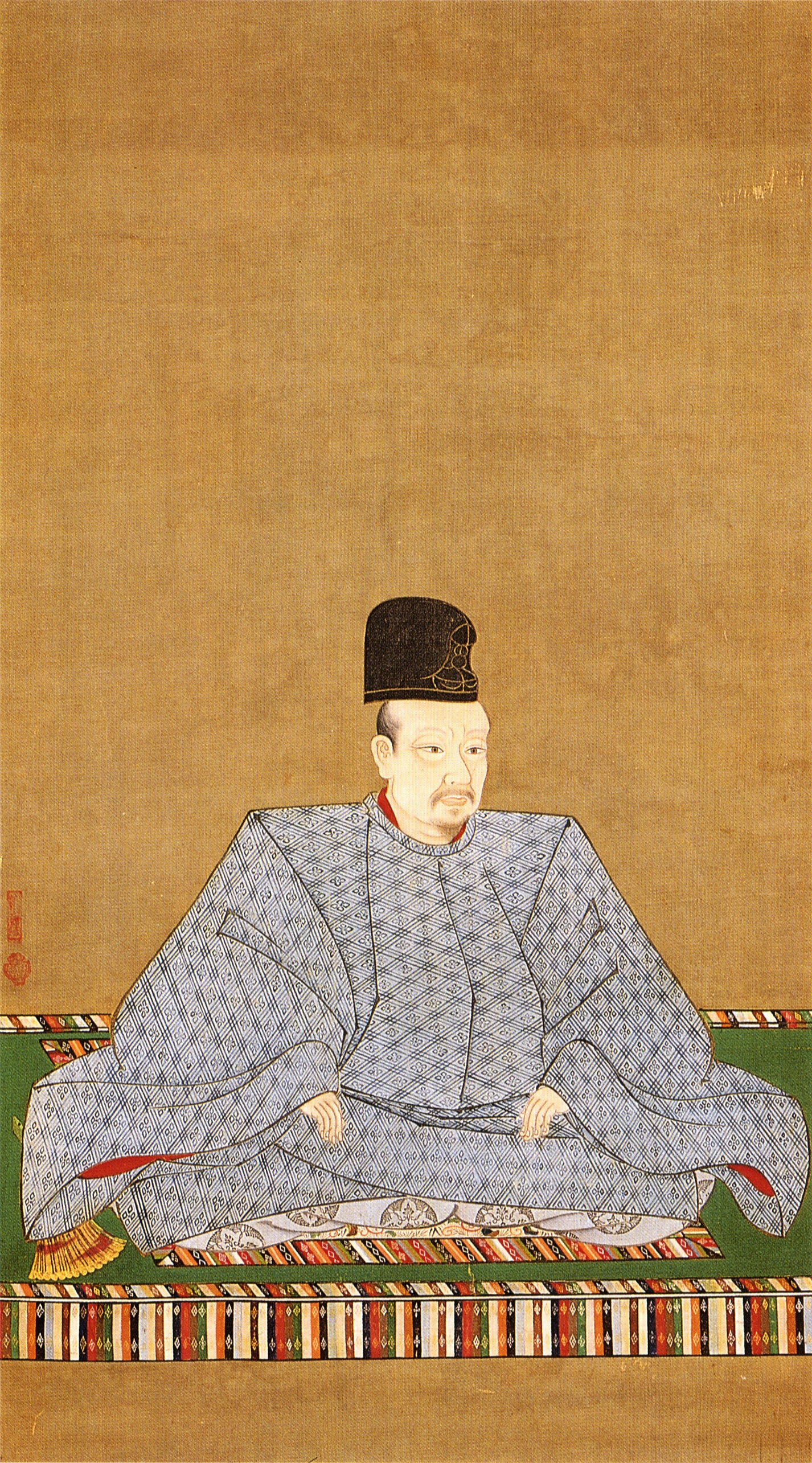
نمونه نقاشی پرتره امپراتور گو-یوزی، تقریبی ۱۶۱۰، رنگ روی ابریشم، 107.2 x ۶۰٫۲ سانتی‌متر

کانو تاکانوبو (狩野 孝信؛ ۱ دسامبر ۱۵۷۱ – ۱۸ اکتبر ۱۶۱۸) نقاش در مکتب کانو در دوره آزوچی-مومویاما پدر کانو تانیو اهل ژاپن بود.